# Gentilés de France M
Pour un article plus général, voir Gentilés de France.
Gentilés des communes françaises par ordre alphabétique
- A
- B
- C
- D
- E
- F
- G
- H
- I
- J
- K
- L
- M
- N
- O
- P
- Q
- R
- S
- T
- U
- V
- W
- X
- Y
- Z

- Macau : Macaudais
- Mâcon : Mâconnais
- Maisons-Laffitte : Mansonniens
- Mandelieu-la-Napoule : Mandolociens-Napoulencs ou Mandolociens-Napoulois ou encore Mandolociens
- Manosque : Manosquin, Manosquins, Manosquine, Manosquines
- Le Mans : Manceau, Manceaux, Mancelle, Mancelles  ou Cénoman, Cénomans, Cénomane, Cénomanes
- Mantes-la-Jolie : Mantais
- Mantes-la-Ville : Mantevillois
- Marcheprime: Marcheprimais, Marcheprimaise"
- Marcoussis : Marcoussissiens
- Marcq-en-Barœul : Marcquois
- Maré : Maréens ou « Nengone »
- Margny-lès-Compiègne : Margnotin, Margnotine
- Marignane : Marignanais
- Marly-Gomont : Marlytron, Marlytronne
- Marly-le-Roi : Marlychois
- Marmoutier : Maurimonastériens
- Marne-la-Vallée : Marnovalliens
- Marolles (homonymie)
- Marseille : Marseillais ou « Phocéens »
- Marvejols : Marvejolais
- Masevaux : Masopolitains
- Mauguio : Melgoriens
- Mayenne (homonymie)
  - Mayenne (département de la) : Mayennais
  - Mayenne,  commune située dans le département de la Mayenne et la région Pays de la Loire :
- Mayotte : Mahorais
- Mayrac : Mayracois
- La Méaugon : Méaugonnais
- Meaux : Meldois
- La Meignanne : Meignannais
- Melun : Melunais ou Melodunois (littéraire et savant)
- Mende : Mendois
- Mennecy : Menneçois
- Menton : Mentonnais ou Mentonasques (littéraire et traditionnel) ; glottonyme : mentonasque
- Mercy (Yonne) : Mercyens et Mercyennes
- Mesgrigny : Mesgrignons
- Le Mesnil-Esnard : Mesnillais
- Metz : Messin, Messine ; adjectif : messin, messine ; glottonyme : messin
- Meyssac : Meyssacois
- Meyzieu : Majolans
- Mignovillard : Mignovillageois
- Millau : Millavois
- Millery : Millerot
- Mimizan : Mimizannais
- Mirande : la mirandaise est une race bovine
- Mirepoix : Mirapiciens
- Mions : Miolands
- Molène : Molénais
- Mollégès : Mollégeois
- Montaigu (Jura) : Montacutains
- Montauban : Montalbanais
- Montbard : Montbardois
- Montchenu : Chenumontais
- Mont-Dore (homonymie) : Montdoriens
- Montesquiou (Gers) : Montesquivais
- Montjean : Montjeannais
- Montmirail (Marne) : Montmiraillais
- Montmorillon : Montmorillonnais
- Mont-de-Marsan : Montois
- Montereau-Fault-Yonne : Monterelais
- Montigny (homonymie)
- Montigny-Le-Bretonneux : "Ignymontains"
- Montigny-Montfort : Montignois(oise)
- Montpellier : Montpelliérains
- Morienval : Morienvalois
- Morlaix : Morlaisiens
- Morvan : Morvandiaux ou Morvandeaux
- Morzine : Morzinois(oise)
- Mouron-sur-Yonne : Mouronnais
- Moutiers-sous-Chantemerle : Moutrins
- Mulhouse : Mulhousiens
- Munster : Munstériens
- Mussidan : Mussidanais(aise)

## Pour approfondir